# 鹿児島市交通局20形電車
鹿児島市交通局20形電車（かごしましこうつうきょく20がたでんしゃ）は、1978年（昭和53年）に登場した鹿児島市交通局の路面電車車両（花電車用無蓋電動貨車）である。

## 概要
1978年に花1号が、翌1979年（昭和54年）に花2号が登場した。
導入当時、鹿児島市交通局は赤字経営が続いていた。そんな中1978年の市電50周年の際、「花電車を走らせて市民に明るい印象を植えつけよう」「広告収入で少しでも赤字解消に役立てて市内観光の目玉にしよう」と、西日本鉄道（西鉄）福岡市内線で花電車として使用されていた20形の20・22を譲り受け、20形花1号・花2号とした。西鉄では1975年（昭和50年）の福岡市内線大幅廃止まで博多どんたくの際の花電車として使用されていた。
車体はフラットで、前照灯などは取りつけられておらず、また譲受後に廃車発生品と思われる前面窓とその下の腰板部分を、ベスティビュールとして運転台前面に設置している。集電装置はパンタグラフで一方の運転台側に寄った位置に立てられた、高い支柱の上に取りつけられている。台車は2軸単車のブリル21E形である。製造は（導入当初の番号）花1号が日本車輌製、花2号が深川造船所製である。製造年は1911年（明治44年）で、福岡時代に花電車に改造されたのが1948年（昭和23年）である。
2021年（令和3年）2月17日には、500形から504が改造編入され、花3号となった（後述）。

## 改造
一年のうち数度しか走らない花電車を使わないのは無駄ということで、花1号（初代、後の花2号）が桜島噴火の際の火山灰の巻き上げを防ぐ散水車に改造された。荷台部分に水タンクを乗せ、散水車とした。しかし散水自動車の普及により次第に稼働回数が減り、2001年（平成13年）にはタンクを撤去、元の花電車に戻った。

### 西鉄への貸出
1988年（昭和63年）、北九州市で「わっしょい百万夏まつり」が開催されるのに併せ、西鉄北九州線では開催期間中に花電車を運行することになった。しかし当時既に西鉄に花電車にできる車両は存在しなかったため、鹿児島と長崎から1両ずつ借り受けて運行した。鹿児島市交通局からは、散水タンクが取りつけられていなかった花2号が貸し出された。なおこの際、運輸省（現：国土交通省）に届け出た番号が「花1号」となったため、これに合わせて花1号と花2号で車番の振り替えを行った。
以後、1992年（平成4年）に北九州線の大部分が廃止されるまで、毎年祭り期間中に西鉄に貸し出されて運行していた。

## 花3号の改造編入
2021年（令和3年）に、花2号（旧：花1号）の代替の花電車として500形504が西鉄車体技術で無蓋化改造され、2月17日に竣工した。両端の運転室部分を残し、車体の大部分を撤去して無蓋化した構造となっている。片側の運転室上にパンタグラフを設置している。花1号・2号とは全く異なるものの、用途が同じであることから同じ20形に編入され、花3号となった。

## 廃車

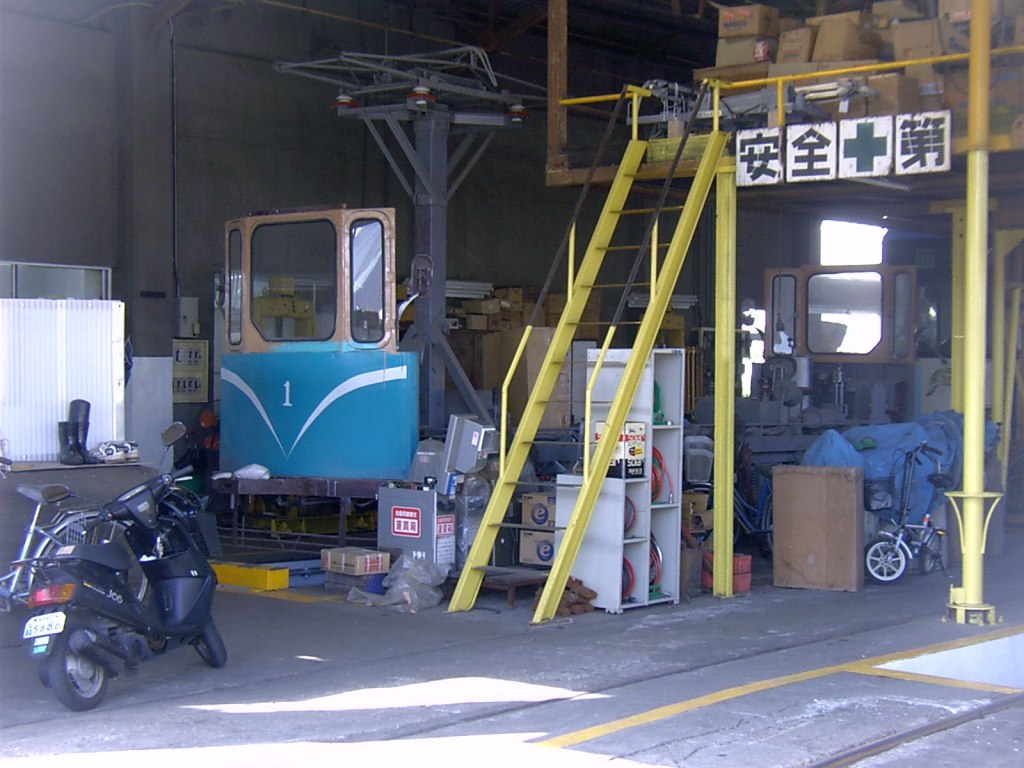
花1（2004年11月）

2013年（平成25年）3月31日付で、花1号（旧：花2号）が廃車となった。花1号の車体は同年に解体され、既に製造されていない一部の部品が花2号に転用された。
2021年（令和3年）3月14日には花2号（旧：花1号）が廃車となったが、車両基地内で保管の措置が取られた。2023年（令和5年）3月には、鹿児島市交通局は花2号を民間で活用してもらうため無償譲渡することとなった（運搬費用は自己負担）。花電車の装飾や制御器などの部品は取り除かれた状態で譲渡されるが、有効活用を目的としており転売や外観などの大きな改造を行わないことが条件になっている。その後同年7月に北九州線車両保存会への譲渡が決定し、同会の保有する保存車両ヤード福岡に移動の上保存されている。

## 運用

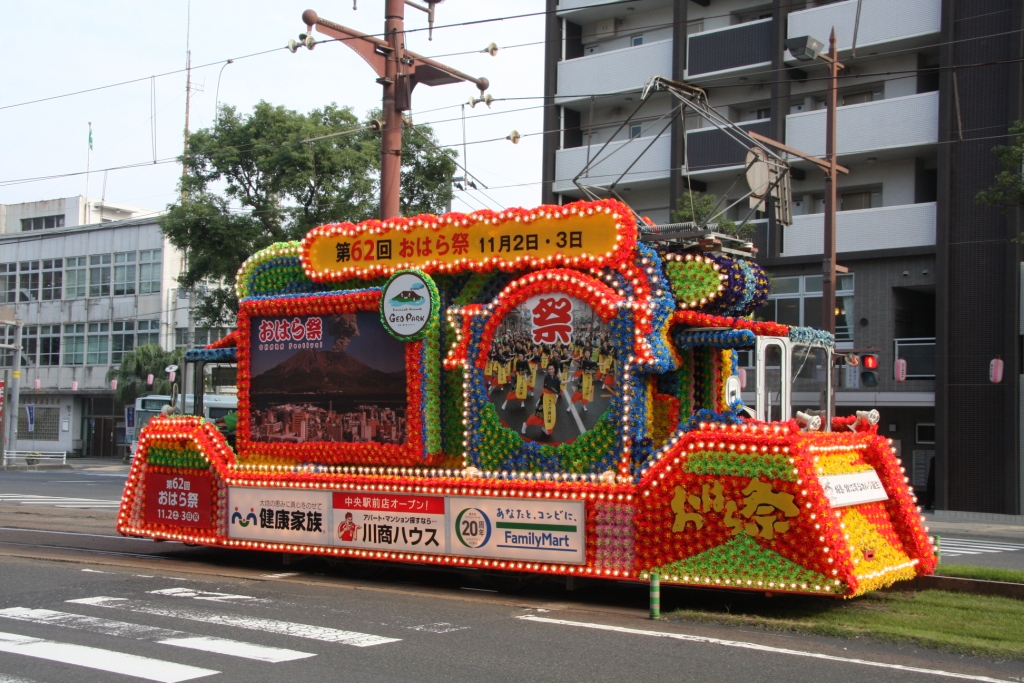
2013年のおはら祭り花電車

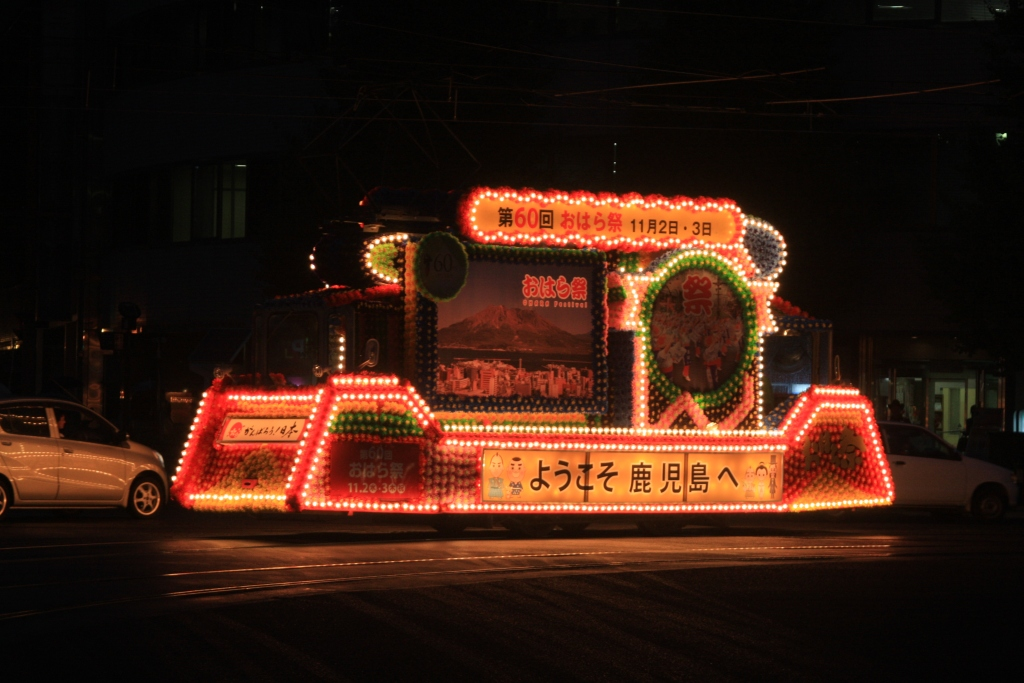
2011年のおはら祭り花電車

年に一度（11月2日・3日）に開かれる「おはら祭」の際に花電車として走行するのが主な運行であった。近年では10月下旬からおはら祭前日まで市内を走行し、祭当日に会場に展示するようになっていた。その他にも、市での催し等がある場合ごく希に走行することがあった。
花1号の廃車後に残った花2号も老朽化のため2020年のおはら祭を最後に代替されることになり、同年10月21日から11月2日まで実施された運行が最後のPR運行となり、翌11月3日の展示とそのための回送を以て運行を終了している。
花3号は、2021年のおはら祭から花電車としての運行を予定していたが、同年のおはら祭は新型コロナウイルス感染対策のため日程を1日に短縮しての開催となり、花電車の運行は中止となった。その後、翌2022年のおはら祭から運行を開始している。